# Earthdawn
Earthdawn – gra fabularna (RPG), wydana pierwotnie przez wydawnictwo FASA Corporation, następnie rozwijana przez Red Brick Ltd, wydawcę wersji Classic oraz Trzeciej Edycji.
Earthdawn (wydany w 1993) jest prequelem gry Shadowrun (rok wydania 1989). Oba systemy tworzyli ci sami ludzie w FASA.
W Polsce pierwsza edycja ukazała się nakładem wydawnictwa Mag. W 2014 roku wydawnictwo Fajne RPG (Kuźnia Gier) zapowiedziało wydanie w 2015 roku polskiej wersji czwartej edycji gry i rozpoczęło akcję crowdfundingową. W lutym 2015 zakończyła się ona niepowodzeniem.

## Konwencja
Konwencja Earthdawna (ED) to heroic fantasy, jeden z wariantów fantasy, skupiający się na bohaterskich czynach głównych postaci (graczy).

## Mechanika w Earthdawnie
Mechanika ED bazuje na wszystkich popularnych kościach (mianowicie k4, k6, k8, k10, k12, k20), z wyjątkiem Trzeciej Edycji, w której nie korzysta się z k20 i k4. Szansę wykonania jakiejś akcji gracz określa wykonując rzut odpowiednim zestawem kości przypisanym danemu stopniowi testowanej umiejętności/talentu. Uzyskany wynik porównuje on z podanym wcześniej przez mistrza gry stopniem trudności. Jeżeli suma punktów na wszystkich kościach osiągnie lub przekroczy zamierzoną wartość, akcja uznana zostaje za zakończoną sukcesem. Wynik znacząco przewyższający stopień trudności pozwala uzyskać dodatkowe pozytywne efekty np. trafienie w szczelinę pancerza, poznanie dodatkowych szczegółów w przypadku testów wiedzy, stworzenie wyjątkowego dzieła podczas umiejętności artystycznych itd.
Stopień testu danej umiejętności/talentu jest sumą poziomu tej umiejętności i stopnia związanej z nią cechy opisującej fizyczną bądź umysłową sprawność bohatera (Zręczność, Siła Fizyczna, Żywotność, Percepcja, Siła Woli, Charyzma).
Mechanika gry Earthdawn jest spójnie powiązana z uniwersum gry i teorią działania magii. Magowie, w celu rzucenia zaklęcia, muszą przeprowadzić wpierw udany test tkania wątków, aby spleść magiczną energię we wzorzec zaklęcia, zaś stworzenie magicznego przedmiotu wymaga nadania mu Imienia (teoria działania magii opiera się na pojęciu wzorców, a nadawanie Imion posiada wielką moc w świecie). Niezwykłą cechą mechaniki gry Earthdawn jest fakt, że w przeciwieństwie do wielu innych systemów fantasy rozwój bohatera gracza nie jest rzeczą czysto abstrakcyjną. Gracz ma prawo np. użyć w świecie gry sformułowania „Jestem Czarodziejem piątego kręgu” (krąg to odpowiednik poziomu zaawansowania postaci).

## Magia w Earthdawnie
Świat Przebudzenia Ziemi wypełniony jest magią. To ona pozwala wznosić się drewnianym i kamiennym okrętom w powietrze, a bohaterom Wieku Legend dokonywać nadludzkich czynów. To ona rozjaśnia wieczorne ulice miast świetlistymi kryształami, to ona sprawia, że każda z ośmiu ras Dawców Imion dostępnych dla bohaterów graczy, jest tak niezwykła. Wreszcie, to ona sprowadziła na świat zagładę w postaci Pogromu i inwazji Horrorów.
W Earthdawnie magia i teoria jej działania nierozerwalnie łączy się z mechaniką gry, nadając uniwersum Przebudzenia Ziemi niezwykłego kolorytu oraz indywidualności na tle innych gier fantasy. Bohaterowie graczy praktykują jedną (lub więcej) z magicznych dyscyplin, określających ich filozofię życiową i zdolności zwane talentami. I tak, adept kroczący ścieżką Wojownika postrzega świat jako arenę ciągłych zmagań, a za pomocą talentów potrafi na przykład zmieniać swoją skórę w korę drzewa i ślizgając się w powietrzu błyskawicznie dopadać przeciwnika. Władca Zwierząt bardziej niż kogokolwiek obdarza zaufaniem swych zwierzęcych przyjaciół, a do tego może opanować umysł dzikiej bestii oraz zamienić swą dłoń w szponiastą broń. Trubadur widzi świat jako gobelin utkany z legend, za pomocą magii zaś naśladuje głosy innych Dawców Imion oraz porywa tłumy, swymi opowieściami wskrzeszając przeszłe dzieje i tworząc legendy, które będą opowiadane jeszcze przez wiele wieków. Prócz tych i innych dyscyplin, występują cztery dyscypliny zajmujące się rzucaniem czarów, mianowicie: Czarodziej, Mistrz Żywiołów, Ksenomanta i Iluzjonista, którzy potrafią splatać magiczne wątki energii, kształtując ją w zaklęcia wedle swojej woli.
Ponadto, każdy z adeptów potrafi wykorzystywać magię na wiele rozmaitych sposobów, jak przywoływanie duchów i korzystanie z ich mocy oraz wiedzy, tkanie magicznych wątków do legendarnych artefaktów, wykorzystywanie rozwinięć talentów, korzystanie z amuletów krwi i magicznych eliksirów, tworzenie magicznych przedmiotów, czy projektowanie własnych zaklęć. Wszystko to zapewnia bohaterom graczy szeroki wachlarz możliwości nieosiągalnych w innych grach fabularnych fantasy i sprawia, że każdy heros świata Earthdawn jest wyjątkowy. Earthdawn to imponujący świat wysokiej magii dla prawdziwych herosów z legend, zdolnych dokonywać nadludzkich osiągnięć.

## Historia świata Earthdawn
W Barsawii, poziom magii rósł i opadał, zgodnie z naturalnym cyklem. Gdy poziom magii stawał się wyjątkowo wysoki, pozwalał astralnym stworzeniom, zwanym Horrorami, przekraczać barierę między ich wymiarem a naszym. Istniało wiele różnych rodzajów Horrorów – od zwykłych, bezmózgich pożeraczy pochłaniających wszystko na ich drodze, po niesamowicie inteligentne i sprytne kreatury żywiące się cierpieniem swych ofiar.
W odległej przeszłości świata Earthdawna, elfi mag odkrył zbliżający się czas Horrorów i założył Wieczna Bibliotekę, by znaleźć sposób na ich pokonanie (lub przynajmniej przetrwanie ich najazdu). Społeczność, która urosła wokół biblioteki opracowała bariery przeciwko Horrorom, które następnie sprzedała innym krainom, przekształcając się szybko w potężne Imperium Thery. Barsawia przed pogromem była zaledwie jedną z prowincji olbrzymiego Imperium Therańskiego. Stolicą prowincji w tamtym czasie było Parlainth.
Ludy całego świata budowały kaery – podziemne miasta i miasteczka, których wejścia zapieczętowano therańskimi zabezpieczeniami, czekając na czas nadejścia Horrorów, nazwany Pogromem. Po czterystu latach w ukryciu gdy poziom magii przestał się obniżać (choć według zapowiedzi powinien osiągnąć niższy poziom), Dawcy Imion uznali iż Pogrom dobiegł końca i mieszkańcy kaerów powrócili do świata zniszczonego i odmienionego przez Horrory. Bohaterowie graczy maja za zadanie odkrywanie tego nowego świata, rozwiązywanie zagadek z przeszłości, walczenie z pozostałymi w tym wymiarze Horrorami oraz próby utrzymania Barsawii jako niezależnego od Theran (wciąż uznających Barsawię za swoją prowincję) podmiotu.

## Geografia świata Earthdawn
Barsawia jest największą z prowincji Imperium Thery, ale nie jedyną. Theranie, niczym Imperium Rzymskie włada rozległymi krainami opierając się na potędze niewolnictwa i przygotowując się do odzyskania panowania w zbuntowanej Barsawii. Świat niedawno przebudził się z Długiej Nocy (Pogromu), a prowincja Barsawii jest bardzo rozległa i wciąż niedokładnie zbadana. Z tego względu nie istnieją jej dokładne mapy (W podręcznikach podstawowych do gry jednak odnajdziemy mapę Barsawii). Wiele miast i królestw upadło, a przyroda i ziemia została skażona. Pomimo tego, wzdłuż rzek i wielkich ośrodków życia kwitną osady, a dawne trakty handlowe zostały na nowo przetarte.
Throal jest największym mocarstwem Barsawii i wraz z sąsiadującym z nim Wielkim Targiem stanowi centrum kultury i handlu prowincji. Travar, zwany inaczej Złotym Miastem to najpiękniejsze, malownicze miasto Barsawii położone na skraju Złoziemi. Urupa jest młodym, lecz rozwijającym się osiedlem handlowym z portem na Morzu Aras. Jerris to odizolowane miasto, nad którym nieustannie unoszą się ciemne popioły nawiewane znad Pustkowi. Kratas, zwane inaczej Miastem Złodziei, jest siedzibą największego gangu Barsawii, a rządy w nim sprawuje legendarny Złodziej. Iopos z kolei, to miasto należące do klanu Denairastów, rodziny magów planujących podbój całej Barsawii.
Nie brak bezdroży i krain, gdzie Horrory wciąż królują (Złoziemie, Pustkowia, Zaginione Miasto Parlainth). Bezkresne równiny i pagóry pokryte sawannami przemierzają liczne koczownicze plemiona orków, zaś porty i osady Wężowej Rzeki zamieszkują jaszczuropodobne t'skrangi. Wężowa Rzeka jest najdłuższą rzeką Barsawii, dzięki niej i jej dopływom można dostać się w niemal każdy zakątek Barsawii. Wzdłuż jej biegu z dna koryta wystają wieże wiosek t'skrangów oraz ich potężnych wspólnot zwanych aropagoi.
Największym zbiornikiem wodnym Barsawii jest Morze Aras, zza którego docierają galery handlowe odległych królestw. Jednak to Morze Śmierci jest najbardziej niezwykłym zbiornikiem, bowiem wypełnia go płynna skała. Nad Morzem Śmierci nieustannie kursują powietrzne statki pełne załóg poławiaczy esencji ognia. Według legendy przed wiekami potęgi zwane Pasjami uwięziły pod Morzem Śmierci samą Śmierć.
W Barsawii znajdują się rozlegle połacie puszcz i dżungli. Dżungla Serwos stanowi największą z nich, pełną niezliczonych strumieni, insektów, dzikich t'skrangów, ludu Katani i przerażających stworów. Krwawa Puszcza jest siedliskiem Dworu Elfów, królestwa budzących grozę krwawych elfów i symbolem utraconego domu wszystkich nieskażonych elfów Barsawii. Dżungla Liaj z kolei to domena Wielkiego Smoka Usuna oraz plemienia Poskramiaczy. Zatruty Las zaś, to przerażające miejsce sąsiadujące z miastem Jerris.
Poza równinami nie brak w Barsawii wysokich gór, jak Góry Throalskie, będące siedliskiem krasnoludzkiego Królestwa Throalu, które przyczyniło się do zjednoczenia wszystkich Barsawian; Góry Delaryjskie to miejsce dziwne, nasycone starożytną magią tłumiącą wszelkie hałasy; Lśniące Szczyty są miejscem, gdzie liczne przymierza trolli ścierają się na swych powietrznych drakkarach i skąd najeżdżają pobliskie osady.

## Rasy Barsawii
Barsawie zamieszkuje wiele inteligentnych ras. Większość to typowe (w kanonie Tolkienowskim) Krasnoludy, Ludzie, Elfy, Orkowie, Trolle, ale i niecodzienne T'skrangi, Wietrzniaki i Obsydianie. Każda z tych ras ma swoją specyfikę – wiek dojrzewania, maksymalny wiek, średnią wagę, typowe kolory skóry itd. Oraz oczywiście odrębną kulturę wraz leksykonem wierzeń, tradycji, przekonań i charakterystycznych zachowań. Wszystkie opisane w podręczniku „Mieszkańcy Barsawii”

## Klasy Postaci – Dyscypliny
Przy tworzeniu bohatera możemy wybrać dla niego profesje – zwaną w Earthdawnie „dyscypliną”. Dyscyplina to nie tylko fach ale też tok myślenia. Ponieważ świat przesiąknięty jest magią także adepci dyscyplin używają magii przy tak prozaicznych czynnościach jak np. walka Bronią białą. Umiejętność walki bronią z użyciem magii – jest nazywana Talentem. Talent różni się od zwykłej umiejętności tym, że zwykła umiejętność to długie miesiące ćwiczeń i praktyki, a talent to analiza doświadczeń związanych z używaniem Talentu i jego natychmiastowy, skokowy rozwój. Adept medytuje przez 8h i po wydaniu odpowiedniej ilości doświadczenia podnosi poziom Talentu. Każda dyscyplina ma na początku 6 lub 7 talentów. Na poziomie 1. (uproszczenie mechaniki) – taki adept znajduje się wtedy na I kręgu swojej Dyscypliny. Gdy podniesie każdy z talentów na poziom 2 (uproszczenie) i przeszkoli się u mistrza swej dyscypliny – sam staje się adeptem II kręgu itd. Dyscypliny dzielimy na podstawowe (z Podręcznika Głównego) i dodatkowe (z innych podręczników).
Podstawowe to:
- Czarodziej
- Fechmistrz
- Iluzjonista
- Łucznik
- Ksenomanta
- Kawalerzysta
- Powietrzny Łupieżca
- Trubadur
- Władca Żywiołów
- Władca zwierząt
- Wojownik
- Zbrojmistrz
- Złodziej

Nie każda rasa może być adeptem danej profesji. Są to wyjątki wiązane np. z przekonaniami rasowymi. Wietrzniak nie może być Ksenomantą z powodu innego postrzegania śmierci samej w sobie. Obsydianin nie może być łucznikiem bo ma wielkie kamienne dłonie.

## Polska edycja
Od 1998 do pierwszej połowy kolejnej dekady ukazywały się w Polsce podręczniku do Earthdawna, pierwszej edycji. Polskim wydawcą systemu była firma Mag.
Na 2015 zapowiedziano premierę dwóch podręczników podstawowych z czwartej edycji – nakładem wydawnictwa Fajne RPG (Kuźnia Gier). Niestety nie udało się uzbierać koniecznych środków.
Lista wydanych w Polsce podręczników obejmuje:
- Podręcznik podstawowy – 'Earthdawn: Przebudzenie Ziemi'
- Księga wiedzy – rozwinięcie podręcznika podstawowego
- Barsawia – (Przewodnik po Barsawii, Księga Mistrza Gry)
- Mieszkańcy Barsawii – (dwa tomy)
- Wężowa Rzeka – (opis krainy geograficznej)
- Powietrzna Przystań i Vivane – (opis miejsca)
- Imperium Therańskie – (opis świata)
- Ścieżki adeptów – (dodatek, pogłębiający zrozumienie dyscyplin)
- Magia: Księga wiedzy tajemnej – (charakterystyka magii w świecie ED)
- Mroczne sekrety Barsawii – (wzbogacenie zasad rządzących magią)
- Stwory Barsawii – (dodatek zawierający bestiariusz)
- Horrory – (podręcznik opisujący horrory i ich konstrukty)
- Kronika Skradzionych Legend – Pierwszy, polski dodatek do systemu

Scenariusze:
- Mgły Zdrady
- Koszmar z przestworzy
- Przygody w Powietrznej Przystani i Vivane
- Splugawieni